# Поправке књига
Поправке књига (рус. Книжная справа) или Никонова поправке књига (рус. Никоновская книжная справа) jе уредничко прилагођавање литургијских књига које је Московска патријаршија предузела средином 17. века на иницијативу патријарха Никона. Поправљање књига је такође књижевна реформа руског језика која се у то време користила за литургијске сврхе.
Наставља се 1640-их и 1650-их за време владавине цара Алексеја Михајловића и московског патријарха Никона. Против ове кампање побунио се низ утицајних црквених личности, што је довело до раскола у Руске патријаршије.
За потребе реформе, испоручене су црквене књиге са Балкана, посебно са Свете Горе. Главни руски становник тадашњег Османског царства, Иван Петров Тафраљи, такође је играо улогу у том погледу.

## Види jош
- Славјано-грчка академија